# Elfenbeinprisma von Ninive
Das Elfenbeinprisma von Ninive enthielt auf vier Seiten astronomische Angaben bezüglich der Aufteilung des Tages und der Nacht in saisonale Stunden. Vom Prisma ist nur ein Fragment erhalten, das sich mit der Inventarbezeichnung BM 123340 im British Museum zu London befindet.
Koordinaten: 36° 22′ 0″ N, 43° 9′ 0″ O

## Fundgeschichte und Veröffentlichungen
Das Elfenbeinprisma wurde im Jahr 1855 in Ninive von William Loftus entdeckt, der im Auftrag des British Museums und der Assyrian Excavation Fund Grabungskampagnen durchführte. Das Alter des neo-assyrischen Prismas konnte auf spätestens 612 v. Chr. datiert werden, da in jenem Jahr die Stadt von Babyloniern und Medern zerstört wurde.
Die Erstveröffentlichung folgte 1873 von François Lenormant in Choix de textes cunéiformes inédits on incomplétement publiés jusqu’ à ce jour unter dem Titel Regeln eines Spiels. 1935 überarbeitete Stephen Langdon in einer weiteren Übersetzung die Texte in Babylonian Menologies and the Semitic Calendars. Bartel-Leendert van der Waerden befasste sich 1950 erneut mit der Thematik des Elfenbeinprismas.
Die Annahme von Otto Neugebauer aus dem Jahr 1947, dass es sich bei dem Inhalt um Angaben zu Schattenlinien handelt, wurde 1969 durch Smith widerlegt, der eine Zuordnung zwecks Einteilung von Tageszeiten in saisonale Stunden feststellen konnte.

## Berechnungsgrundlagen
BERU ist die ursprüngliche sumerische Bezeichnung eines Längenmaßes, das erstmals um 2400 v. Chr. belegt ist. Einem BERU entsprechen etwa 10,5 km, die zu Fuß in etwa zwei Stunden zurückgelegt werden konnten. Da BERU auch als Zeiteinheit Verwendung fand, wird die BERU-Zeiteinheit in der Literatur deshalb öfter irrtümlich Doppelstunde genannt.
Auch das UŠ wurde ursprünglich in Sumer als Längenmaß benutzt. Spätestens im ersten Jahrtausend v. Chr. erfolgte die erweiterte Verwendung als astronomische Zeiteinheit in der Himmelsmechanik. 30 UŠ entsprachen nun einem BERU (Danna), das wiederum als Wegemaß mit einer Länge von 120 Minuten als eine äquale Wegstunde definiert war, weshalb einem UŠ somit vier Minuten entsprechen.

## Inhalt des Elfenbeinprismas
Aus den Inschriften geht hervor, dass für die Monate des babylonischen Kalenders Festlegungen von Stundenlängen eines Tages getroffen wurden. Jede Stunde eines Monats erhielt eine individuelle Zeitdauer, die an die jahreszeitlichen Schwankungen angelehnt war.
Bei den Berechnungen handelte es sich um den Aufbau eines idealen Jahreskalenders, wobei die Äquinoktien für die Monate Nisanu und Tašritu fixiert wurden. Das Verhältnis des längsten Tages gegenüber der kürzesten Nacht (und umgekehrt) wurde gemäß der Berechnungsvorgaben auf 2:1 angesetzt, was jedoch nicht den tatsächlichen Gegebenheiten in Ninive entspricht. Diese Umrechnung ist für den gesamten mesopotamischen Raum sehr ungewöhnlich, da das übliche Verhältnis bei etwa 3:2 liegt, für welches in der spätbabylonischen Zeit auch entsprechend zahlreiche Belege vorliegen. Dagegen konnte für die 2:1 Berechnung keine spätere Überlieferung belegt werden.

### Stundenschema
Ausgehend von den sumerischen Einheiten BERU und UŠ wurde der 24-Stunden-Tag in jeweils zwölf saisonale Stunden für den Tag und die Nacht eingeteilt, um das alte astronomische System der äqualen Doppelstunde genauer zu gestalten.
| Nisanu | März/April        | 15,00 UŠ = 60 min | 15,00 UŠ = 60 min | 15,00 UŠ = 60 min | 15,00 UŠ = 60 min |
| Ajaru | April/Mai         | 16,67 UŠ = 67 min | 16,67 UŠ = 67 min | 13,33 UŠ = 53 min | 13,33 UŠ = 53 min |
| Simanu | Mai/Juni          | 18,33 UŠ = 73 min | 18,00 UŠ = 72 min | 11,67 UŠ = 47 min | 12,00 UŠ = 48 min |
| Du’uzu | Juni/Juli         | 20,00 UŠ = 80 min | 18,33 UŠ = 73 min | 10,00 UŠ = 40 min | 11,67 UŠ = 47 min |
| Abu | Juli/August       | 18,33 UŠ = 73 min | 16,67 UŠ = 67 min | 11,67 UŠ = 47 min | 13,33 UŠ = 53 min |
| Ululu | August/September  | 16,67 UŠ = 67 min | 16,33 UŠ = 65 min | 13,33 UŠ = 53 min | 13,67 UŠ = 55 min |
| Tašritu | September/Oktober | 15,00 UŠ = 60 min | 15,00 UŠ = 60 min | 15,00 UŠ = 60 min | 15,00 UŠ = 60 min |
| Arahsamnu | Oktober/November  | 13,33 UŠ = 53 min | 13,67 UŠ = 55 min | 16,67 UŠ = 67 min | 16,33 UŠ = 65 min |
| Kislimu | November/Dezember | 11,67 UŠ = 47 min | 13,33 UŠ = 53 min | 18,33 UŠ = 73 min | 16,67 UŠ = 67 min |
| Tebetu | Dezember/Januar   | 10,00 UŠ = 40 min | 11,67 UŠ = 47 min | 20,00 UŠ = 80 min | 18,33 UŠ = 73 min |
| Šabatu | Januar/Februar    | 11,67 UŠ = 47 min | 13,33 UŠ = 53 min | 18,33 UŠ = 73 min | 16,67 UŠ = 67 min |
| Adaru | Februar/März      | 13,33 UŠ = 53 min | 13,67 UŠ = 55 min | 16,67 UŠ = 67 min | 16,33 UŠ = 65 min |
| Die Stundendauer der babylonischen Monate entspricht den Angaben im Elfenbeinprisma; die reale Dauer der Tages-/Nachtstunde spiegelt die tatsächlichen Gegebenheiten in Ninive wider. |                   |                   |                   |                   |                   |

### Tagnachtschema
Die Länge der Tagnacht wurde auf Grundlage des alten Doppelstunden-Systems aufgelistet, das nur eine Zwölfteilung eines 24-Stunden-Tages kennt. Die Umrechnung erfolgte daher in BERU-Einheiten.
| Nisanu | März/April        | 6,00 BERU = 720 min | 6,00 BERU = 720 min | 6,00 BERU = 720 min | 6,00 BERU = 720 min |
| Ajaru | April/Mai         | 6,67 BERU = 800 min | 6,67 BERU = 800 min | 5,33 BERU = 640 min | 5,33 BERU = 640 min |
| Simanu | Mai/Juni          | 7,33 BERU = 880 min | 7,15 BERU = 860 min | 4,67 BERU = 560 min | 4,85 BERU = 580 min |
| Du’uzu | Juni/Juli         | 8,00 BERU = 960 min | 7,33 BERU = 880 min | 4,00 BERU = 480 min | 4,67 BERU = 560 min |
| Abu | Juli/August       | 7,33 BERU = 880 min | 6,67 BERU = 800 min | 4,67 BERU = 560 min | 5,33 BERU = 640 min |
| Ululu | August/September  | 6,67 BERU = 800 min | 6,50 BERU = 780 min | 5,33 BERU = 640 min | 5,50 BERU = 660 min |
| Tašritu | September/Oktober | 6,00 BERU = 720 min | 6,00 BERU = 720 min | 6,00 BERU = 720 min | 6,00 BERU = 720 min |
| Arahsamnu | Oktober/November  | 5,33 BERU = 640 min | 5,50 BERU = 660 min | 6,67 BERU = 800 min | 6,50 BERU = 780 min |
| Kislimu | November/Dezember | 4,67 BERU = 560 min | 5,33 BERU = 640 min | 7,33 BERU = 880 min | 6,67 BERU = 800 min |
| Tebetu | Dezember/Januar   | 4,00 BERU = 480 min | 4,67 BERU = 560 min | 8,00 BERU = 960 min | 7,33 BERU = 880 min |
| Šabatu | Januar/Februar    | 4,67 BERU = 560 min | 5,33 BERU = 640 min | 7,33 BERU = 880 min | 6,67 BERU = 800 min |
| Adaru | Februar/März      | 5,33 BERU = 640 min | 5,50 BERU = 660 min | 6,67 BERU = 800 min | 6,50 BERU = 780 min |
| Die Tages- und Nachtlänge der babylonischen Monate entspricht den Angaben im Elfenbeinprisma; die reale Dauer der Tages-/Nachtstunde spiegelt die tatsächlichen Gegebenheiten in Ninive wider. |                   |                     |                     |                     |                     |